# Nuits sanglantes
Pour le groupe de punk rock homonyme au titre anglais du film, voir Offspring.
Pour plus de détails, voir Fiche technique et Distribution.
Nuits sanglantes (The Offspring) est un film américain réalisé par Jeff Burr, sorti en 1987.

## Fiche technique
- Titre : Nuits sanglantes
- Titre original : The Offspring
- Titre alternatif : From a Whisper to a Scream[1] (titre DVD zone 1, en 2005)
- Réalisation : Jeff Burr
- Scénario : C. Courtney Joyner (en), Mike Malone, Darin Scott et Jeff Burr
- Musique : Jim Manzie (en)
- Photographie : Craig Greene
- Montage : W. O. Garrett
- Costume : Cynthia Kay Charette
- Production : William Burr et Darin Scott
  - Production associée : Ron Arnold, Craig Greene, Mark Hannah, Mike Malone et Allen Posten
  - Production déléguée : David Shaheen et Bubba Truckadoro
- Société de production : Conquest Productions, Manson International et Whisper Scream Limited Partnership
- Distribution au cinéma :
  - États-Unis : Moviestore Entertainment
  - Canada : Cineplex Odeon Films (en)
- en VHS :
  - Canada : Cineplex-Odeon Home Video
  - Belgique : Vestron Video International
  - États-Unis : Avid Home Entertainment et International Video Entertainment (1998)
- en DVD :
  - États-Unis : MGM/UA Home Entertainment et Sony Pictures Home Entertainment (2005)
  - États-Unis : TGG Direct (2012)
- Pays de production :  États-Unis
- Budget : 1 100 000 $[2]
- Genre : horreur, thriller
- Format : Couleur - 1,85:1 - stéréo
- Durée : 99 minutes (92 minutes en VHS)
- Dates de sortie :
  - France : 13 mai 1987 au Festival de Cannes
  - États-Unis : 25 septembre 1987
- Interdiction : États-Unis : Restricted[3]

## Distribution
- Vincent Price : Julian White
- Clu Gulager : Stanley Burnside
- Terry Kiser : Jesse Hardwick
- Harry Caesar : Felder Evans
- Rosalind Cash : Femme-serpent
- Cameron Mitchell : sergent Gallen
- Susan Tyrrell : Beth Chandler
- Martine Beswick : Katherine White
- Ron Brooks (it) : Steven Arden
- Miriam Byrd-Nethery : Eileen Burnside
- Didi Lanier : Amarrillis Caulfield
- Thomas Nowell : Andrew
- Ashli Bare : Amanda
- Terence Knox : Burt
- Megan McFarland : Grace Scott